# المناجد (السدة)

تعديل مصدري - تعديل

المناجد محلة تابعة لقرية المسقة، التابعة لعزلة وادي الحبالي بمديرية السدة إحدى مديريات محافظة إب في الجمهورية اليمنية.، بلغ تعداد سكانها 54 حسب تعداد اليمن لعام 2004.